# Pseudoscelolabes fulvescens
Pseudoscelolabes fulvescens är en tvåvingeart som först beskrevs av Miller 1923.  Pseudoscelolabes fulvescens ingår i släktet Pseudoscelolabes och familjen puckeldansflugor. Inga underarter finns listade i Catalogue of Life.